# 壇の大クス

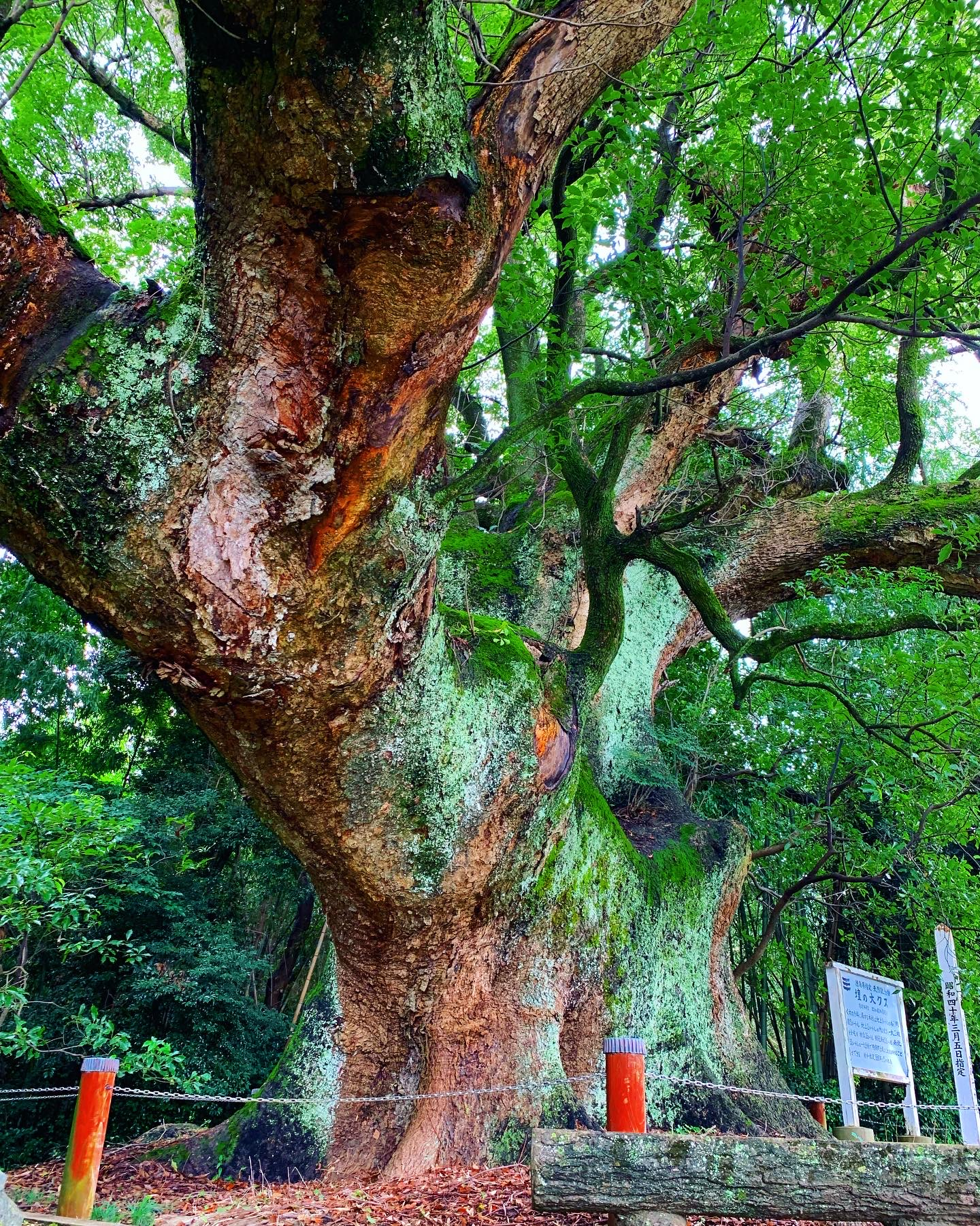
壇の大クス

壇の大クス（だんのおおクス）は、徳島県吉野川市鴨島町森藤に自生するクスノキの巨木である。徳島県指定天然記念物。

## 概要
標高35mの段丘にあり、徳島県下では3番目の巨樹である。樹齢は約950年、樹高35m余、幹囲は10.7m。徳島県の天然記念物に指定されている。2009年4月半ば頃から樹勢が急激に衰弱し、大半の葉が枯れ落ちた。
平安時代末期に後白河法皇に仕えた平康頼が植えたという言伝えがあり、すぐ近くには康頼神社が鎮座している。

## データ
- 所在地：吉野川市鴨島町森藤566
- 樹齢：約950年
- 幹周：10.3m
- 樹高：35m

## 交通
- JR徳島線「麻植塚駅」より車で約10分。